# Foro de Arlés
El foro romano de la ciudad de Arlés, en el sur de Francia, es uno de los lugares calificados como Patrimonio de la Humanidad por la Unesco, dentro del Sitio «Monumentos romanos y románicos de Arlés», con concreto, y junto a los criptopórticos, con el código de identificación 164-003.
El foro de Arlés es la primera gran realización urbana hacia los años 30-20 a. C. de la colonia romana fundada en el año 46 a. C. para agradecer a Arelate su apoyo a César. 

## Historia y descripción
De acuerdo con los usos del urbanismo romano, este foro se sienta a la intersección de las dos vías principales de la ciudad: el cardo (norte-sur) y el decumano (este-oeste). El foro de Arlés está constituido por un gran lugar pavimentado de 3.400 metros cuadrados, del que solo dos fragmentos se han conservado. Inicialmente el foro estaba encuadrado por cuatro pórticos monumentales unidos por otras tantas galerías con soportales. La originalidad del foro de Arlés reside en sus cimientos. En efecto, se construye sobre asombrosos criptopórticos, galerías subterráneas destinadas a compensar la inclinación de la colina del Hauture, que constituyen un granero de trigo. 
Se sitúa el foro junto a lo que se llama la basílica civil que era el lugar donde se celebraban los juicios, así como la bolsa de comercio. Hoy se piensa que se trata en realidad de otro foro, el construido por el emperador Constantino en el siglo IV.
Se menciona por autores antiguos como Sidonio Apolinar en 461 que deja una descripción, «atestado de columnas y estatuas y de la atmósfera política que reinaba entonces en la ciudad». 
Hoy, el lugar del foro actual no coincide con el sitio del foro antiguo. El foro romano se extendía más al sur, detrás de los vestigios de las dos columnas.